# 合田柚奈
合田 柚奈（あいだ ゆずな、1996年5月13日 - ）は、日本のグラビアアイドル、女優。所属事務所はベルジネ・タレント・エージェンシー。

## 来歴
2014年、17歳でイメージDVD「純粋少女シリーズ Gカップゆずなのア・イ・ダ」でデビュー。
近年はオフィシャルブログで様々なイラストや漫画を紹介している。

## 人物
- 青森県三沢市出身
- 毛筆六段、硬筆七段、医療事務検定2級、漢字検定準2級を持つ

　　ファーストDVD「純粋少女シリーズ Gカップゆずなのア・イ・ダ」で書を披露
- 趣味：ドラえもんグッズ集め・節約
- スリーサイズ	：T:157 / B:90 / W:57 / H:83
- 蛾や蝶などひらひらしているナマモノが苦手
- 小学生の時に着ていた服（140cm）の服がいまでに現役という物持ちの良さ。本人曰く祖母と母の影響
- 平熱は35.7℃と低体温
- 最近はTwitterで色味が茶色い食事「今日の茶色」を紹介している

## 出演

### テレビ
- サキ（2003年）
- 刑事の証明7（2014年）
- スカッとジャパン（2016年、女子大生役）

### CM
- ソフトバンク（2013年）
- ジレット（2013年）
- SUZUKI スペーシア（2014年）
- 日本テレビ企業CM（2014年）
- アサヒビール（2016年、ビアガーデンの客役）
- JRA（2016年、競馬に参加する客役）

### ウェブ関連
- before 2013　ソニックライブチャット イチオシガールズ（2013年）

### 舞台
- 特別訪問公演「JOURNEY TO THE WEST～西遊記～」（2020年、金閣・銀閣の母役）

## 作品

### イメージDVD
- JSSJ-105 純粋少女シリーズ Gカップゆずなのア・イ・ダ（2014年）
- MMR-408 欲望のスイッチ（2014年）
- JSSJ-119 全力黒髪少女（2014年）
- FSLV-013 Milky Balloon（2014年）
- DDD-079 Citronν（2016年）
- MBDD-2001 魅せてあげる（2016年）
- EGDV-010 濡れ乳（2016年）
- FRNC-002 フレンチ・キス（2016年）
- MBR-AB012/DFSMBR-AB012 Final Answer（2016年）
- MMR-AP012 ハミダシG件（2016年）
- CUHE-006 キューティーハート（2016年）
- MBR-AL001 天然・白桃ジュース（2016年）
- ARKS-003 アルカス（2016年）
- OME-203 むぼうび娘（2016年）
- MBR-AB006 衝動サプライズ（2016年）
- TASKS-091 ゆずなパイパイ（2017年）

### 写真集
- 伝説少女（2017年）
- 伝説少女2（2018年）
- 魅せてあげる（2018年）